# Церковь Михаила Архангела (Коломна)
Церковь Михаила Архангела (Михаило-Архангельский храм) — православный храм в городе Коломне Московской области. Построен в конце XVIII века. Главный храм 2-го Коломенского благочиния Коломенской епархии Русской православной церкви.

## История
В 1828 году митрополит Филарет даёт благословение на перестройку Коломенской церкви во имя Михаила Архангела. Проект в стиле ампир составил архитектор Фёдор Михайлович Шестаков. С некоторых пор документ с автографом Филарета хранится в Краеведческом музее города.

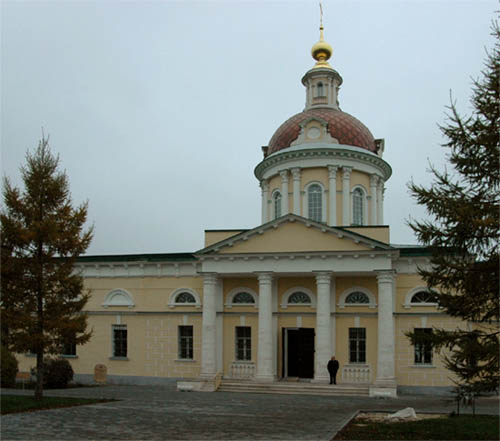
Церковь Михаила Архангела в Коломне после реставрации 2007 года

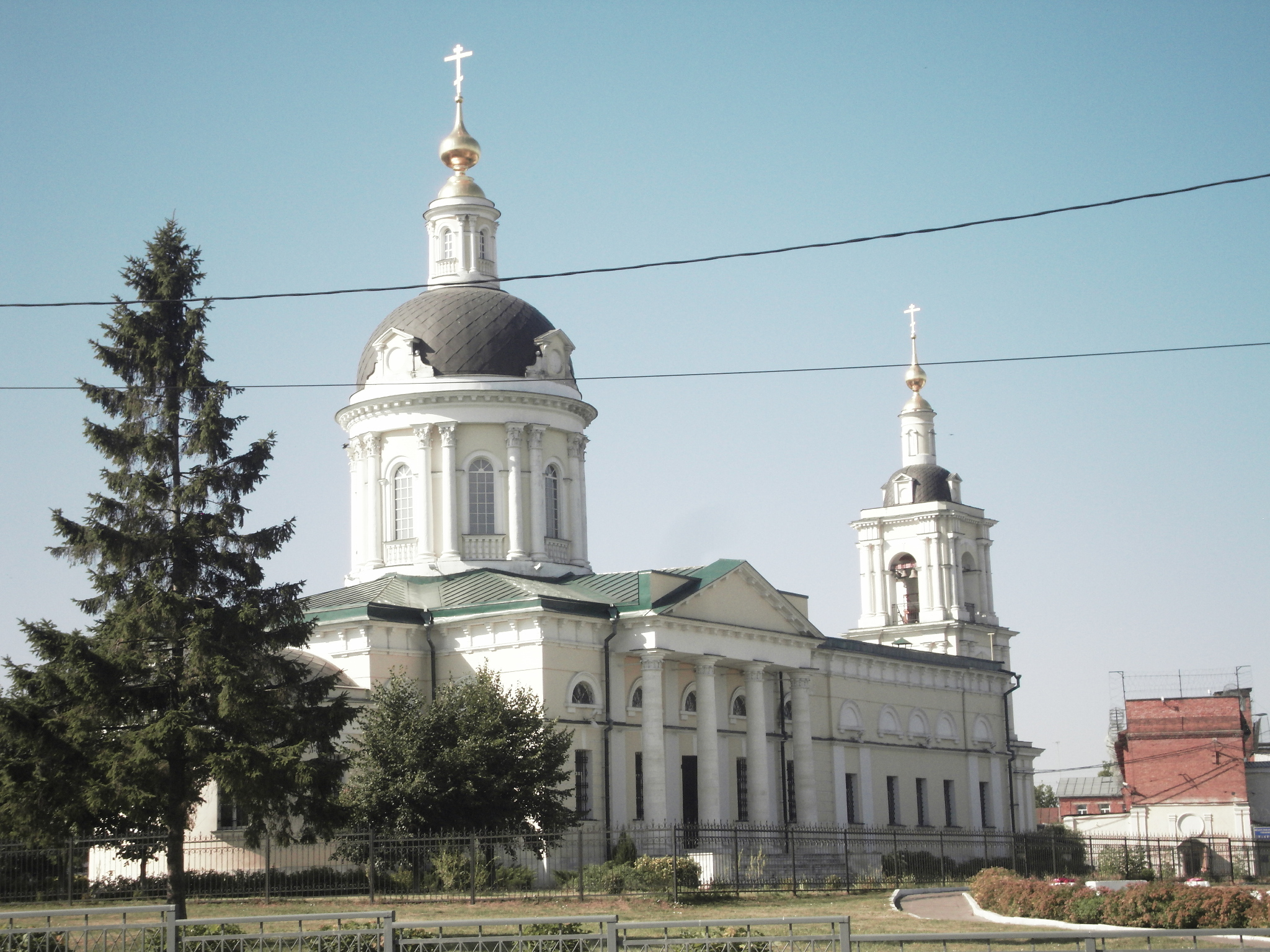
Вид со стороны Кремля

Четверик храма равен по высоте и ширине трапезной и образует с ней единый внешний объём. Четверик выделен боковыми портиками с фронтонами и завершен массивной ротондой, перекрытой полусферическим куполом с люкарнами и отличающейся особой нарядностью и совершенством обработки.
В советское время, с 1930-х и до 2007 года в здании церкви находился городской Краеведческий музей. В 2007 году храм был передан верующим, началась реставрация, в мае 2007 года в храме начались богослужения.
21 ноября 2008 года, в праздник Михаила Архангела, храм был торжественно освящён митрополитом Крутицким и Коломенским Ювеналием.
Настоятелем храма является протоиерей Георгий Муравлёв.